# Torquigener hicksi
Torquigener hicksi är en fiskart som beskrevs av Hardy 1983. Torquigener hicksi ingår i släktet Torquigener och familjen blåsfiskar. Inga underarter finns listade i Catalogue of Life.